# Il virginiano (film)

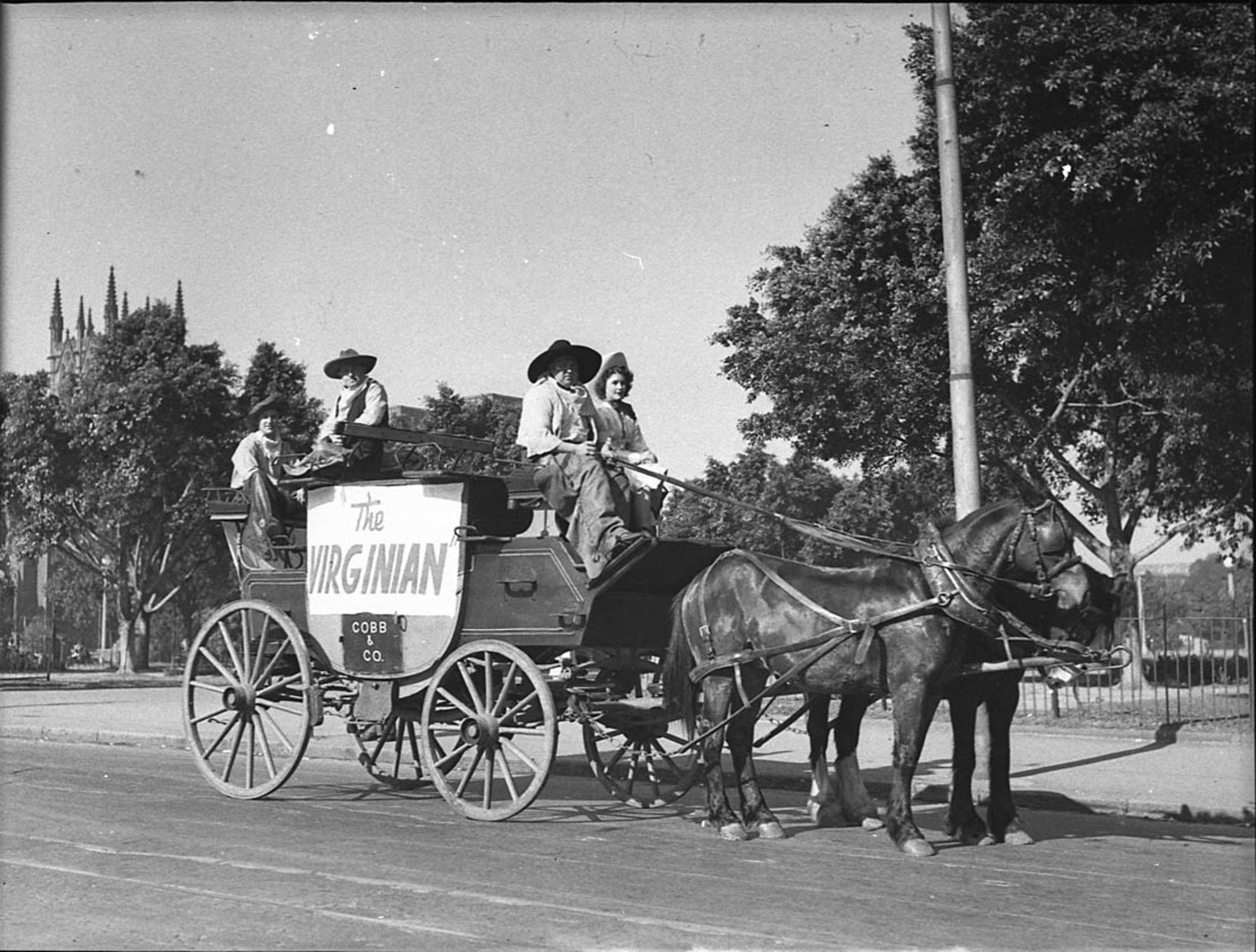

Il virginiano è un film del 1946 diretto da Stuart Gilmore. Tratto dal romanzo di Owen Wister, è una delle sue numerose versioni cinematografiche.

## Produzione
Il film fu prodotto dalla Paramount Pictures e girato in California all'Andy Jauregui Ranch a Placerita Canyon Road di Newhall, a Kernville, al Monogram Ranch, al Paramount Ranch di Agoura.

## Distribuzione
Distribuito dalla Paramount Pictures, il film venne presentato in prima a New York il 17 aprile 1946. In Italia, il film uscì in sala il 30 novembre 1949. Nel 1958, venne programmato in televisione, distribuito dalla MCA/Universal Pictures.

### Date di uscita
- USA	17 aprile 1946	 (New York City, New York)
- USA	5 maggio 1946
- Svezia	28 novembre 1946
- Finlandia	1º agosto 1947
- Danimarca	4 agosto 1947
- Italia	30 novembre 1949
- Giappone	15 giugno 1951
- USA 1958 TV
- Germania Ovest	5 marzo 1989	 (prima TV)
- USA 1996 VHS
- Paesi Bassi 2003 DVD
- USA 2004 DVD

Alias
- The Virginian	USA (titolo originale)
- Der Mann aus Virginia	Germania Ovest (titolo TV)
- Hjälten från Virginia	Svezia
- Il virginiano	Italia
- Le Traître du Far-West	Francia
- Owen Wister's American Classic: The Virginian	USA (titolo di lavorazione)
- Rauhaton rajaseutu 	Finlandia
- Suprema Decisão	Brasile
- Virginia	Grecia

## Versioni cinematografiche e tv de Il virginiano
- The Virginian di Cecil B. DeMille (1914) (by)
- The Virginian di Tom Forman (1923) (romanzo)
- The Virginian di Victor Fleming (1929) (storia) (romanzo) (lavoro teatrale) (uncredited for novel and play)
- Il virginiano (The Virginian) di Stuart Gilmore (1946) (romanzo) (lavoro teatrale)
- Decision (1 episodio, 1958) - The Virginian (1958) Episodio TV (romanzo)
- Il virginiano (The Virginian) (225 episodi, 1962-1970) - The Gift (1970) Episodio TV (romanzo) - Rich Man, Poor Man (1970) Episodio TV (romanzo) - The Sins of the Fathers (1970) Episodio TV (romanzo) - A King's Ransom (1970) Episodio TV (romanzo) - No War for the Warrior (1970) Episodio TV (romanzo) (altri 220)
- The Virginian (2000) (TV) (romanzo)